# Abbazia di La Ferté
L'abbazia di La Ferté fu un'abbazia cistercense, situata a La Ferté-sur-Grosne, nel territorio del comune di Saint-Ambreuil, nel dipartimento di Saona e Loira, in Francia. Essa è la prima, in ordine di tempo di fondazione, delle quattro abbazie primigenie: Pontigny, Clairvaux, Morimond e di La Ferté stessa, tutte e quattro filiazioni dirette dell'abbazia di Cîteaux, dalla quale si diffuse l'Ordine.

## Storia
- Nel 1113 l'abate Stefano Harding (venerato dopo la sua morte come santo) fonda la prima "abbazia figlia" di Cîteaux, su un terreno sito tra la foresta di Bragny e la palude di Grosne; l'abbazia, che beneficia delle liberalità dell'entourage di duchi di Borgogna e di numerosi signori dell'epoca, in particolare di quelle di Gros de Brancion, acquisisce presto una notevole importanza.
- fra il 1165 e il 1166 l'abazia si trova al centro dei conflitti che oppongono il duca di Borgogna Ugo III ai conti Gerardo di Mâcon e Guglielmo di Châlons.
- XIII secolo: ricostruzione degli edifici conventuali
- 1362: l'abbazia è occupata dalle bande dei Tard-Venus
- 1415: il complesso viene circondato da una muraglia interrotta da una sola apertura servita da un ponte levatoio
- 1570: il sistema difensivo non riesce a fermare le truppe protestanti dell'ammiraglio Coligny, che mettono a ferro e fuoco l'abbazia della quale rimangono in piedi solo la chiesa, la sacrestia, la sala capitolare ed un fabbricato vicino
- 1574: l'abate François de Beugre ottiene l'autorizzazione a vendere alcune terre per poter pagare i costi di ricostruzione
- fine XVI secolo: i lavori vengono intrapresi dal suo successore, Yves Sauvageot, che ricostruisce il dormitorio ed orna la chiesa
- 1682: l'abate Claude Petit prosegue l'opera edificando gli alloggiamenti abbaziale ed il chiostro mentre le fortificazioni vengono distrutte ed il fossato riempito
- verso il 1760: l'abate François Filzjean de Chemilly fa eseguire nuovi lavori, tra i quali l'avancorpo centrale degli alloggiamento abbaziali il cui frontone è adornato con le sue arme
- fine XVIII secolo: l'ultimo abate, Antoine-Louis Desvignes de la Cerve affida la decorazione interna all'architetto di Chalon Rameau, al quale assegna una pensione; all'inizio della Rivoluzione francese, l'abbazia non ospita ormai più di quattordici monaci ed i fabbricati sono in parte occupati par dagli operai e dal personale, in parte femminile, della filatura di cotone installata nelle dépendance
- 1791: l'abbazia è venduta come bene nazionale a Jean-Marie e Joseph Passaut, de Sennecey-le-Grand, che lo rivendono tre giorni dopo realizzando un sostanzioso guadagno e riservando a sé stessi la metà dei materiali da costruzione ricavabili dalla demolizione della chiesa e degli edifici occupanti due lati del quadrilatero che costituisce il chiostro a Jean-Baptiste Humblot, deputato dell'Assemblea Nazionale che rappresenta il Terzo Stato del siniscalcato di Villefranche-sur-Saône
- XXe secolo: proprietà del barone A. Thénard, discendente del celebre chimico Louis Jacques Thénard

## Situazione odierna
Il palazzo abbaziale, unica parte rimasta del complesso abbaziale del XVIII secolo può essere oggi visitato. Esso è classificato come Monumento storico dal 1993.

## Cronotassi degli abati

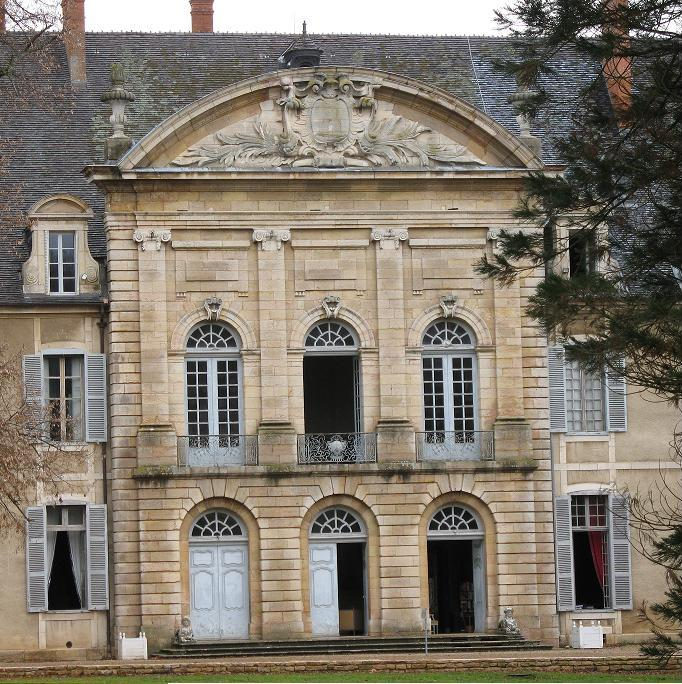
Avancorpo della facciata principale del palazzo

Di seguito gli abati succedutisi alla guida dell'abbazia furono:
- 1113-1117: Philibert
- 1117-1123: Obizon
- 1123-1132: Pierre I
- 1132-1171: Barthélémy I
- 1171-1178: Guillaume I
- 1178-1194: Hervé de Faverney
- 1194-1199: Bruno I
- 1199-1203: Guillaume II
- 1203-1206: Nicolas
- 1206-1208: Eudes
- 1208-1230: Pierre II
- 1230-1232: Simon
- 1232-1233: Boniface
- 1233-1233: Vincent
- 1233-1234: Guillaume III
- 1234-1239: Robert
- 1239-1266: Barthélémy II
- 1266-1276: Jean I
- 1276-1285: Gérard
- 1285-1297: Rufin
- 1287-1317: Pierre III de Montcalier
- 1317-1321: Huges
- 1321-1341: Jean II de Marcilly
- 1341-1346: Bruno II
- 1346-1357: Durand de Marcilly
- 1357-1371: Claude I
- 1371-1385: Pierre IV de Marcilly
- 1385-1392: Guy de Saint-Romain
- 1392-1412: Etienne I de La Chèze
- 1412-1416: Guillaume IV
- 1416-1419: Etienne II de Marcilly
- 1419-1439: Jean III de Beaune
- 1439-1470: Jean IV de Saint-Pierre
- 1470-1506: Claude II de Dinteville
- 1506-1549: Antoine I de Vienne
- 1549-1567: René Dantoncour
- 1567-1569: Elzéar de Rastel
- 1569-1574: Louis de Breschard
- 1574-1600: François I de Beugre
- 1600-1655: Yves Sauvageot
- 1655-1677: Pierre V Bouchu
- 1677-1710: Claude III Petit
- 1710-1725: Jean-Marie Vernois de Montjournal
- 1725-1733: Jean-Charles Descriveux
- 1733-1761: François II Filzjean de Chemilly
- 1761-1783: François III Claude-Gaspard de Cannablin
- 1783-1791: Antoine II Louis Desvignes de La Cerve

## Curiosità
- L'abbazia riveste un ruolo fondamentale per gli studi sulla storia del libro in occidente. Infatti, presso di essa è stato ritrovato il cosiddetto "Legno Protat", il più antico esemplare noto di matrice xilografica, datato 1380 circa. Questo rinvenimento fa inoltre presupporre l'esistenza di un laboratorio di produzione xilografica presso l'abbazia stessa o la cittadina di Saint-Ambreuil[3][4].